# Lega giordana professionistica 1991-1992
Il campionato era formato da dieci squadre e l'Al-Wehdat vinse il titolo.

## Classifica finale
| Pos. | Squadra        | G  | V  | N | P  | GF | GS | Punti |
| ---- | -------------- | -- | -- | - | -- | -- | -- | ----- |
| 1    | Al-Wehdat      | 18 | 15 | 2 | 1  | 32 | 7  | 32    |
| 2    | Al-Faisaly     | 18 | 12 | 2 | 4  | 32 | 15 | 26    |
| 3    | Al-Ramtha      | 18 | 12 | 1 | 5  | 39 | 14 | 25    |
| 4    | Al-Ahli        | 18 | 9  | 5 | 4  | 27 | 14 | 23    |
| 5    | Al-Hussein     | 18 | 7  | 4 | 7  | 28 | 25 | 18    |
| 6    | Al-Arabi Irbid | 18 | 6  | 5 | 7  | 27 | 22 | 17    |
| 7    | Al-Qadisiya    | 18 | 7  | 2 | 9  | 20 | 29 | 16    |
| 8    | Al-Karmel      | 18 | 6  | 1 | 11 | 19 | 42 | 13    |
| 9    | Al-Jazira      | 18 | 1  | 3 | 14 | 11 | 33 | 5     |
| 10   | Al-Jeel        | 18 | 2  | 1 | 15 | 12 | 46 | 5     |

G = Partite giocate; V = Vittorie; N = Nulle/Pareggi; P = Perse; GF = Goal fatti; GS = Goal subiti; DR = differenza reti; 